# The Other Woman (2014)
The Other Woman (bra: Mulheres ao Ataque; prt: Não Há Duas sem Três) é um filme de comédia romântica de origem americana de 2014 dirigido por Nick Cassavetes e escrito por Melissa Stack. O filme conta com a participação de Cameron Diaz, Leslie Mann, Kate Upton, Nikolaj Coster-Waldau, Nicki Minaj e Taylor Kinney. O filme segue três mulheres - Carly (Diaz), Kate (Mann) e Amber (Upton) - que estão romanticamente envolvidas com o mesmo homem, Mark (Coster-Waldau). Depois de descobrirem uma sobre a outra, o trio se vinga de Mark. Foi lançado em 24 de abril de 2014 em Portugal, 25 de abril nos Estados Unidos e 8 de maio no Brasil.
O desenvolvimento de The Other Woman começou em janeiro de 2012, quando a 20th Century Fox contratou Stack para escrever o roteiro, baseado na ideia original da comédia de 1996 The First Wives Club. As filmagens foram feitas entre novembro de 2012 e junho de 2013. As filmagens começaram em 29 de abril de 2013, em locais como Manhattan, Long Island, Hamptons, Dockers Waterside Restaurant em Dune Road em Quogue e Bahamas, e concluiu em 27 de agosto daquele ano. Aaron Zigman compôs a trilha sonora e a LBI Productions produziu o filme.
O filme foi distribuído internacionalmente pela 20th Century Fox, uma filial da recém-formada 21st Century Fox, após a dissolução da News Corporation. O filme liderou as bilheteiras dos EUA no primeiro dia de lançamento.

## Sinopse
Depois de descobrir que o seu namorado Mark é casado, Carly tenta fazer com que sua vida arruinada volte aos trilhos. Mas quando ela acidentalmente encontra a mulher com que ele a está traindo, Kate, ela percebe que elas têm muito em comum, e sua maior inimiga se torna na sua melhor amiga. Quando ainda um outro caso, Amber, é descoberta, as três mulheres se unem para traçar uma vingança mútua.

## Elenco

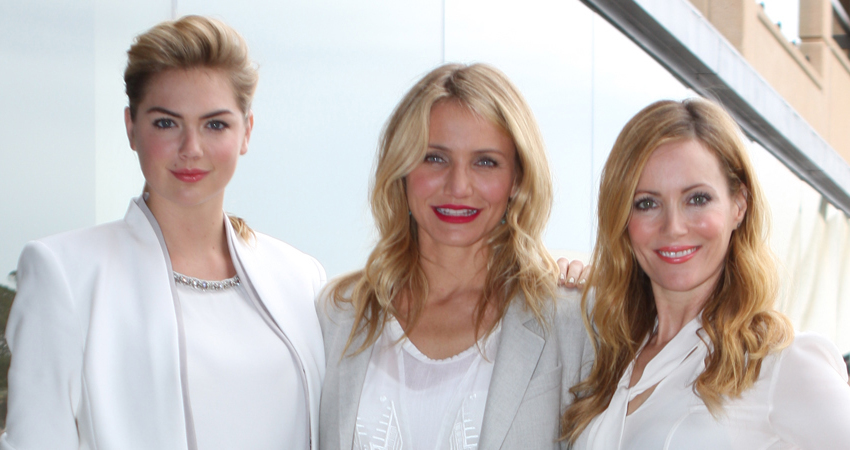
O principal elenco feminino de The Other Woman (da esquerda para a direita): Kate Upton, Cameron Diaz e Leslie Mann

- Cameron Diaz como Carly Whitten, uma advogada que descobre que seu namorado Mark já é casado e tem outra namorada.[8]
- Leslie Mann como Kate King, uma dona de casa educada em negócios que descobre que seu marido Mark está traindo ela com duas mulheres.[8]
- Kate Upton como Amber, uma supermodelo de maiôs da Amazon, a segunda namorada de Mark.[8]
- Nikolaj Coster-Waldau como Mark King, um rico empresário que está traindo sua esposa Kate com suas namoradas Carly e Amber, ao mesmo tempo.[8]
- Taylor Kinney como Phil Hampton, o irmão de Kate que se envolve romanticamente com Carly.
- Nicki Minaj como Lydia, confidente e assistente de Carly.[9]
- Don Johnson como Frank Whitten, o pai de Carly que namora mulheres com metade da sua idade.[10]
- David Thornton como Nick, parceiro de negócios de Mark.
- Olivia Culpo como uma das conquistas de Mark no Caribe
- Radio Man (Craig Castaldo) como ele mesmo

## Produção

### Desenvolvimento
Em 16 de janeiro de 2012, foi anunciado que a roteirista Melissa Stack foi contratada pela 20th Century Fox para escrever uma comédia de vingança sem título, que Julie Yorn produziria através da LBI Productions. O roteiro do filme foi descrito como a ideia original do filme The First Wives Club, de 1996 , mas com protagonistas mais jovens. O título do filme foi revelado para The Other Woman em 13 de novembro. Em janeiro do ano seguinte, Nick Cassavetes assinou para dirigir o filme.

### Elenco
Em novembro de 2012, Cameron Diaz estava em negociações para o papel principal. O representante de Diaz também revelou que a atriz Kristen Wiig estava sob consideração pelo papel da esposa. Em março de 2013, Leslie Mann e Nikolaj Coster-Waldau estavam em negociações para participar do filme, e Diaz foi confirmada por seu papel.  No mês seguinte, Kate Upton, Taylor Kinney e Nicki Minaj, em sua estréia no cinema, juntaram-se ao filme. Don Johnson foi escalado em junho como o pai da personagem de Diaz.

### Filmagem

O Atlantis Paradise Island, usado para o local de filmagem.

Em março de 2013, a filmagem estava marcada para começar no final da primavera ou início do verão de 2013 em Nova York. Mais tarde, foi dito que a produção começaria em maio de 2013. A filmagem principal começou em 29 de abril de 2013, e foi concluída em 27 de agosto de 2013. Grande parte das filmagens ocorreram em partes de Nova York, incluindo Long Island, Hamptons e Westhampton Beach. No final de junho, algumas cenas também foram filmadas em Chinatown e no Dockers Waterside Restaurant em Dune Road, Quogue. De 18 a 23 de julho, as filmagens ocorreram em New Providence, onde Nassau, Bahamas foi usado como local de filmagem. O Atlantis Paradise Island também foi usado como local de gravação. Isola Trattoria e Crudo Bar no Mondrian Hotel em SoHo, Manhattan foi usado para a cena em que as mulheres se reuniram para um brinde de celebração no final do filme.

### Música
A trilha sonora de The Other Woman foi composta por Aaron Zigman, que teria sido definido para fazer a trilha sonora do filme em 31 de maio de 2013. As canções do filme apresentadas são de vários artistas, incluindo Etta James, Ester Dean, Morcheeba, Cyndi Lauper, Britt Nicole, Patty Griffin, Lorde, Keyshia Cole e Iggy Azalea.

## Lançamento
Em 31 de março de 2014, o filme teve estreia mundial em Amsterdã; no dia seguinte, em 1 de abril, estreou no Reino Unido no Curzon Mayfair Cinema, em Londres. O filme mais tarde teve uma estreia nos EUA em 21 de abril em Westwood, Califórnia.

### Bilheteria
The Other Woman estreou em primeiro lugar na América do Norte em 25 de abril de 2014, em 3 205 cinemas, estreando no topo da bilheteria do fim de semana, com ganhos de US$ 24,7 milhões nos três dias. O filme arrecadou US$ 83,9 milhões nos Estados Unidos e no Canadá e US$ 112,8 milhões em outros territórios, com um total bruto de US$ 196,7 milhões, contra um orçamento de produção de US$ 40 milhões.

### Mídia doméstica
The Other Woman foi lançado em DVD e Blu-ray em 29 de julho de 2014. A edição Blu-ray apresenta erros de gravação e cenas deletadas. Nos Estados Unidos, o filme arrecadou US$ 14 111 627 de vendas de DVD e US$ 4 811 008 de vendas de Blu-ray, perfazendo um total de US$ 18 922 635.

## Recepção
The Other Woman recebeu críticas negativas. No site Rotten Tomatoes, ele tem uma classificação de 25%, com uma pontuação média de 4,27/10, com base em opiniões de 159 críticos. Estados de consenso do site: "The Other Woman definitivamente possui um pedigree talentoso, mas tudo o que a habilidade nunca está totalmente exercida sobre uma história que se contenta com risos baratos em vez de alcançar capacitar o seu potencial." Outro site, Metacritic, relatou uma pontuação 39/100 (indicando "geralmente desfavorável"), com base em opiniões de 35 críticos.

### Prêmios
| Ano  | Prêmio                 | Categoria                          | Destinatário                           | Resultado                     |
| ---- | ---------------------- | ---------------------------------- | -------------------------------------- | ----------------------------- |
| 2014 | Teen Choice Awards     | Filme de Comédia                   | The Other Woman                        | Venceu                        |
| 2014 | Teen Choice Awards     | Atriz de Comédia                   | Cameron Diaz                           | Indicado                      |
| 2014 | Teen Choice Awards     | Química                            | Cameron Diaz, Leslie Mann e Kate Upton | Indicado                      |
| 2015 | People's Choice Awards | Filme de Comédia Favorito          | The Other Woman                        | Indicado                      |
| 2015 | People's Choice Awards | Atriz de Filme de Comédia Favorita | Cameron Diaz                           | Indicado                      |
| 2015 | Framboesa de Ouro      | Pior Atriz                         | Cameron Diaz                           | Venceu (também para Sex Tape) |
| 2015 | MTV Movie Awards       | Melhor desempenho sem camisa       | Kate Upton                             | Indicado                      |